# Ottmar Schoch
Ottmar Schoch SDB (* 8. Januar 1933 in Stuttgart) ist ein deutscher Salesianer Don Boscos und Psychologe.

## Leben
Schoch wuchs in Stuttgart auf. 1945 zog seine Familie nach Schwäbisch Gmünd. Ab 1948 besuchte er das salesianische Gymnasium in Benediktbeuern und entschied sich, Salesianer Don Boscos zu werden. 1951 trat er in das Noviziat der Ordensgemeinschaft in Ensdorf ein und legte im Jahr darauf, am 15. August 1952, die erste Profess ab. 1954 machte er das Abitur, anschließend ein zweijähriges pädagogisches Praktikum in der Niederlassung in Buxheim.
Es folgte von 1956 bis 1961 das Studium der Philosophie und Theologie an der Ordenshochschule in Benediktbeuern. In dieser Zeit war er an der Pädagogisch Gruppe beteiligt, der unter anderem auch Alttestamentler Otto Wahl angehörte, die sich um die Reformierung der Ausbildungsstätten in Benediktbeuern bemühte. Am 29. Juni 1961 empfing er die Priesterweihe. Anschließend studierte er bis 1967 in Würzburg, Münster und Marburg Psychologie. Im Schuljahr 1967/68 wirkte er als Studienleiter und Heimpsychologe in der Würzburger Einrichtung der Ordensgemeinschaft, bevor er ab 1968 an der Höheren Fachschule für Sozialpädagogik Dozent wurde. 1969 übernahm er die Leitung der Einrichtung, die 1971 als Abteilung Benediktbeuern in die neugegründete Katholische Stiftungsfachhochschule München integriert wurde. Er übernahm die Professur für Psychologie. Von 1971 bis 1972 und von 1988 bis 1992 leitete er die Benediktbeurer Abteilung der Fachhochschule. 
Schoch setzte sich für die Einrichtung der Erziehungsberatungsstellen Benediktbeuern und Weilheim-Schongau ein und leitete von 1978 bis 1985 das von ihm mitbegründete Jugendpastoralinstitut Don Bosco in Benediktbeuern. 
1997 wurde er emeritiert. Seither war er lange Jahre als Koordinator des Benediktbeurer Zentrums für Umwelt und Kultur tätig. 1997 erhielt er das Bundesverdienstkreuz am Bande und die Ehrenmedaille der Kirchlichen Stiftung Katholische Bildungsstätten für Sozialberufe in Bayern. Im Jahr 2000 folgte die Bayerische Umweltmedaille und 2001 der Sonja-Bernadotte-Preis für Wege zur Naturerziehung.